# Na Kobyłce
Na Kobyłce – część wsi Jeziórko w Polsce położona w województwie podkarpackim, w powiecie tarnobrzeskim, w gminie Grębów.
W latach 1975–1998 Na Kobyłce administracyjnie należało do województwa tarnobrzeskiego.